# Trăm linh một chú chó đốm
Trăm linh một chú chó đốm (tiếng Anh: The Hundred and One Dalmatians, hay The Great Dog Robbery - Vụ cướp chó lớn) là một tiểu thuyết dành cho thiếu nhi năm 1956 của tác giả Dodie Smith. Cuốn tiếp theo, The Starlight Barking, tiếp nối câu chuyện từ kết thúc của tiểu thuyết đầu.

## Tóm tắt cốt truyện
Sau khi được mời tới một buổi tiệc nhà Dearly, nơi Cruella de Vil thể hiện sự thù ghét của mình đối với động vật, những con chó đốm mới sinh của gia đình biến mất. Những con chó nhà Dearly được gộp vào với 97 chú chó con khác đã bị bắt cóc hoặc mua từ nhiều người, tất cả để bị lột da làm một chiếc áo khoác lông thú. Qua sự giúp đỡ của nhiều con thú, những con chó được xác định là đang bị giữ tại Suffolk, Anh, và một cuộc giải cứu bắt đầu.